# Tredici tesori dell'Isola di Britannia
Come riportato da un testo in appendice in molte copie delle Triadi Gallesi, i Tredici Tesori dell'Isola di Britannia (gallese: Tri Thlws ar Ddeg Ynys Prydain) erano:
- "Bianca Elsa, la spada di Rhydderch Hael" (Dyrnwyn, gleddyf Rhydderch Hael): se un giusto la sguainava, era avvolta da una fiamma dall'elsa alla punta. Chiunque la richiedeva poteva riceverla, ma per questa caratteristica tutti la rifiutavano. Per questo fu chiamato Rhydderch il Generoso;

- "Il Paniere di Gwyddno "Gambalunga"" (Mwys Gwyddno Garanhir): dopo aver messo cibo per un uomo, quando veniva aperto si trovava cibo per cento uomini;

- "Il Corno di Bran l'Avaro del Nord" (Corn Brân Galed o'r Gogledd): qualsiasi bevanda si desiderava poteva essere bevuta dal corno potorio;

- "Il Carro di Morgan il Ricco" (Car Morgan Mwynfawr): il carro permetteva di spostarsi rapidamente ovunque si desiderasse. Era noto anche come il Carro di Arianrhod;

- "La Cavezza di Clydno Eiddyn" (Cebystr Clydno Eiddin): fissato ad una graffa ai piedi del suo letto, qualsiasi cavallo desiderasse Clydno Eiddyn l'avrebbe trovato nella cavezza;

- "Il Coltello di Llawfrodedd Farchog" (Cyllell Llawfrodedd Farchog): poteva servire 24 uomini per tavolo;

- "Il Calderone di Dyrnwwch il Gigante" (Pair Dyrnwch Gawr): se veniva cucinato un pasto per un codardo, non bolliva; ma se era per un valoroso bolliva rapidamente (facendolo distinguere dal codardo);

- "L'Affilatoio di Tudwal Tudglyd" (Hogalen Tudwal Tudclyd): se un valoroso affilava la lama su di esso, il suo nemico sarebbe morto; se era un codardo, il suo nemico non avrebbe ricevuto alcun male;

- "La Cotta di Padarn "Cotta-Rossa"" (Pais Badarn Beisrydd): se un nobile la indossava, sarebbe stata della sua taglia; su un plebeo, no;

- "La Brocca e il Piatto di Rhygenydd il Chierico"(Gren a desgyl Rhygenydd Ysgolhaig): qualsiasi cibo desiderato, sarebbe stato trovato nel piatto;

- "La Scacchiera di Gwenddoleu ap Ceidio" (Gwyddbwyll Gwenddoleu ap Ceidio): dopo averli disposti, i pezzi giocavano da soli. La tavola era d'oro e i pezzi d'argento;

- "Il Mantello di Artù in Cornovaglia" (Llen Arthyr yng Nghernyw): chiunque la indossasse, sarebbe diventato invisibile;

Quest'elenco risale al XV-XVI secolo. I manoscritti precedenti contengono solo i nomi dei tesori senza alcun commento. Le prime versioni si riferiscono ai "Tesori" «che erano al Nord» (a oedd yn y Gogledd). In alcune delle ultime versioni sono stati aggiunti altri due "Tesori" (il "Mantello di Tegau Eurfon" e la "Pietra e l'Anello di Eluned"), facendo cadere un oggetto e contando la Brocca e il Piatto di Rhygenydd con un unico oggetto invece di due, facendoli essere tredici.